# محمد ياسين (شاعر)
محمد ياسين شاعر أردني، من مواليد رام الله حاصل على بكالوريوس اقتصاد.
صدر له:«هي رغبةٌ... لكنما» عام 2002م و«ما قالت الأفلاك» عام 2007م
و (جنوح مؤقت) عام 2016
وله العديد من المشاركات في الساحة الثقافية الأردنية، من أمسيات ومهرجانات محلية، شارك في مهرجان المربد الشعري في العراق عام 2002م،
```
وهو عضو 
رابطة الكتاب الأردنيين
، والاتحاد العام للادباء والكتاب العرب، ورئيس ملتقى التراث والادب الشعبي للثقافة والفنون /فرع العقبة. وعضو مؤسس لمنتدى عمون، ورئيس النشاط الثقافي لنادي الرواد سابقا.
```

نشط في مجال العمل الثقافي داخل الأردن.